# Melania Calvat
Melania Calvat, fr. Françoise Mélanie Calvat, zwana Mathieu (ur. 7 listopada 1831 w Corps we Francji, zm. 15 grudnia 1904 w Altamurze we Włoszech) – świadek objawienia Matki Bożej w La Salette w dniu 19 września 1846. Jako siostra zakonna, karmelitanka, znana pod imieniem Maria od Krzyża. Była również tercjarką dominikańską. Jest uznawana za błogosławioną w Kościołach tradycji mariawickiej.

## Życiorys
Była córką Piotra Calvat i Julii Barnaud. Ojciec jej, z zawodu tracz, ożenił się w 1825 roku z Julią Barnaud i miał z nią dziesięcioro dzieci. Ślub kościelny wzięli dopiero w roku 1834. Melania już jako ośmioletnia dziewczynka pracowała w roli pasterki w okolicznych fermach, spędzając w domu rodzinnym tylko miesiące zimowe. W roku objawienia przebywała od wiosny do końca listopada w Ablandins u Jana Baptysty Pra. Nie umiała ani pisać, ani czytać, nie chodziła nigdy do szkoły i nie otrzymała prawie żadnego wykształcenia religijnego.
19 września 1846 była świadkiem, wraz z Maksyminem Giraudem, objawienia Matki Bożej na górze wznoszącej się nad La Salette.
W grudniu 1846 roku przyjęto ją do szkoły prowadzonej przez Siostry Opatrzności Bożej w Corps. Przebywała tam jako pensjonarka do 1850 roku. Następnie w postulacie u tych sióstr Corenc k. Grenoble. Po dwóch latach pobytu nie została dopuszczona do złożenia ślubów. W 1854 roku wstąpiła do zakonu karmelitanek w Darlington (Anglia). Tam złożyła śluby zakonne 24 lutego 1856 roku. Na skutek problemów rodzinnych, rodzice byli ze sobą skłóceni i rozeszli się, Melania załamała się. Dlatego 24 września 1860 roku opuściła Darlington, udając się do Marsylii, gdzie przebywała jej matka. W latach 1867–1884 przebywała pod opieką biskupa Petagni w Castellammare di Stabia, Włochy, prowadząc życie samotne. W roku 1884 powróciła do Francji do swojej matki w Cannes i Cannet w Alpach Nadmorskich. Po śmierci matki (1 grudnia 1889 roku) Melania przeniosła się do Marsylii. Przez cały ten okres usiłowała zrealizować projekt fundacji zakonu w Chalon-sur-Saône w diecezji Autun. Od 1892 roku zamieszkała we Włoszech, gdzie spędziła ostatnie lata swojego życia, życia niespokojnego, ale przykładnego. Zmarła w nocy z 14 na 15 grudnia 1904 roku w Altamurze (w prowincji Bari) w wieku 73 lat.
Pochowano ją w habicie Sióstr Antonianek w Altamurze. Dla uczczenia pamięci saletyńskiej pasterki, ks. bp Cecchini postanowił zbudować klasztor i kościół na Montecalvario. Kiedy dzieło ukończono władze pozwoliły – starającemu się o to księdzu Annibale di Francia – ekshumować ciało Melanii, które Siostry Antonianki umieściły z radością i czcią w grobowcu pośrodku nowego kościoła poświęconego Niepokalanemu Poczęciu Najświętszej Maryi Panny w Altamurze.

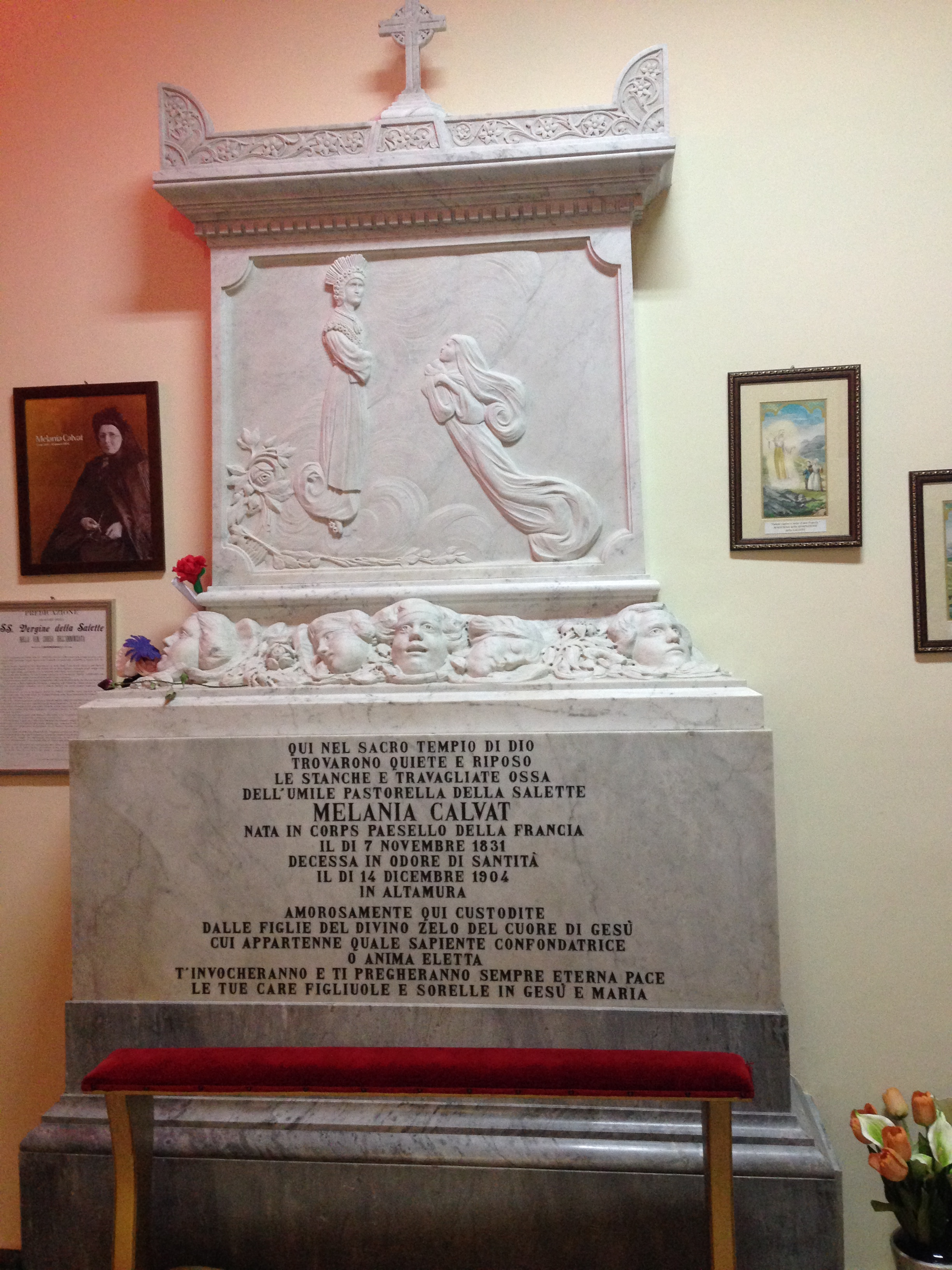
Grób Melanii Calvat w Altamurze